# 体操 (YMOの曲)
『体操』（たいそう、ローマ字:Taiso）はイエロー・マジック・オーケストラ（YMO）の6枚目のシングル。1982年2月21日にアルファレコードよりリリースされた。

## リリース
アルバム『テクノデリック』からのシングルカット。

## レコーディング
細野晴臣からの「ジョン・ケージの“プリペアド・ピアノ”みたいなミニマルな曲を」という発注に応えて坂本龍一が制作し、現代音楽のミニマル・ミュージック的な手法を用いつつ、ポップミュージックとして成立している。
間奏の声は高橋によるもので、繰返し部分はサンプリングではなく、テープループを使用している。また「プッ」という音は足の関節の裏を手で押さえ鳴らした。坂本は「恥ずかしくて言えない」とコメントしている。
この時期「ベーシストとしてのアイデンティティを完全に失っていた」と細野晴臣は自ら語っていたが、坂本龍一、高橋幸宏に説得されて細野はこの曲でベースギターを演奏している。坂本は「この曲は細野さんのベースギターが入った事により、ロックぽくなった」と語っている。
本作録音時にサンプリングマシン『LMD-649』は、まだ完成していなかった。
歌詞は体操に関係する物や号令が羅列され、高橋の号令が殆どである。歌は英語詞のサビのみである。歌詞には今や教育現場では廃れてしまったブルマも入っており、MVにもブルマ姿の女性が登場している。『Winter Live』ではブルマ姿のダンサーが登場している。歌詞にケイレンの運動と言う謎の運動が出で来るが、MVでは両手をゾンビの如く前に出して痙攣状態になった様に左右に震わせる。

## コンサートでの披露
コンサートツアー『ウィンター・ライヴ1981』で演奏された際、坂本が拡声器を持って叫ぶパフォーマンスを行なった。三回公演だった新宿コマ劇場公演の最終日は二回演奏され、二回目の演奏では体操着姿のダンサーが登場し花を添えた。

## ミュージック・ビデオ
ミュージック・ビデオが制作され、トーキング・ヘッズをイメージした映像になっている。
ディレクターは奥村靫正。映像に出演している女性は、当時の奥村のデザイン事務所のスタッフだった金井広美で、後に彼女はオフィス・インテンツィオに移籍し、高橋幸宏のマネジメントスタッフになっている。
当映像に登場するアニメーションイラストの女の子は、細野のデザインによるもの。

## 収録曲
| 全編曲: YMO。 |                   |          |                    |      |
| #             | タイトル          | 作詞     | 作曲               | 時間 |
| 1.            | 「体操」(Taiso)   | 坂本龍一 | 坂本龍一、高橋幸宏 | 4:20 |
| 2.            | 「手掛かり」(Key) | 細野晴臣 | 細野晴臣、高橋幸宏 | 4:32 |

## カバー
- 私立恵比寿中学（2013年7月24日にリリースされたアルバム『中人』に収録。）[3]